# Wild Life
Wild Life je první studiové album anglické skupiny Wings. Vydáno bylo v prosinci roku 1971 společností Apple Records a jeho producenty byli Paul McCartney a Linda McCartney. Nahráno bylo v červenci a srpnu 1971 v londýnském studiu Abbey Road Studios. V americké hitparádě Billboard 200 se umístilo na desáté příčce, zatímco v britské UK Albums Chart až na jedenácté. V USA se stalo platinovým.

## Seznam skladeb
1. „Mumbo“ – 3:54
2. „Bip Bop“ – 4:14
3. „Love Is Strange“ – 4:50
4. „Wild Life“ – 6:48
5. „Some People Never Know“ – 6:35
6. „I Am Your Singer“ – 2:15
7. „Tomorrow“ – 3:28
8. „Dear Friend“ – 5:53

## Obsazení
- Paul McCartney – zpěv, baskytara, kytara, klavír, klávesy, perkuse
- Linda McCartney – klávesy, klavír, perkuse, zpěv
- Denny Laine – kytara, baskytara, perkuse, klávesy, zpěv
- Denny Seiwell – bicí, perkuse